# علی‌آباد پایین (اردستان)
علی‌آباد پایین روستایی در دهستان همبرات بخش مرکزی شهرستان اردستان استان اصفهان ایران است.

## جمعیت
بر پایه سرشماری عمومی نفوس و مسکن در سال ۱۳۹۵ جمعیت این روستا کمتر از ۳ خانوار بوده‌است.